# Expo 1975
L'Esposizione specializzata 1975 (in giapponese 沖縄国際海洋博覧会, Okinawa kokusai kaiyou hakurankai) si tenne ad Okinawa, in Giappone, tra il 20 luglio 1975 e il 18 gennaio 1976. La manifestazione fu in parte pensata per commemorare la riconsegna dell'isola da parte degli Stati Uniti d'America al governo giapponese.

## Sito
Il sito espositivo venne organizzato nella parte occidentale della penisola di Motobu ed aveva un'estensione di un milione di metri quadrati (compresa la parte acquatica). L'area venne suddivisa in quattro zone:
- Pesca

Questa zona era dedicata all'esperienza della vita sottomarina grazie all'acquario (poi divenuto il secondo del mondo per dimensioni e capacità) e comprendeva padiglioni delle nazioni ospiti (come l'Iran) oltre ad alcune aziende giapponesi. Era prevista inoltre una spiaggia creata artificialmente detta Expo Beach, al limite settentrionale del sito.
- Etnografia e Storia

In quest'area era ospitato il Museo della Cultura Oceanografica (tuttora attivo) oltre a due padiglioni collettivi per i Paesi partecipanti e ai padiglioni della Mitsubishi e della Hitachi.
- Scienza e Tecnologia

La zona era caratterizzata dalla presenza di un grande teatro a forma di balena (World Ocean Systems (W.O.S.)) e da Aquapolis, una città galleggiante costruita per mostrare la possibilità di un rapporto sostenibile con l'ambiente marino e come prototipo di comunità marina. Erano inoltre presenti i padiglioni di Italia, USA, URSS, Australia e Canada.
- Navi

In quest'area furono ospitati il padiglione collettivo n.3 e il porto Expo.

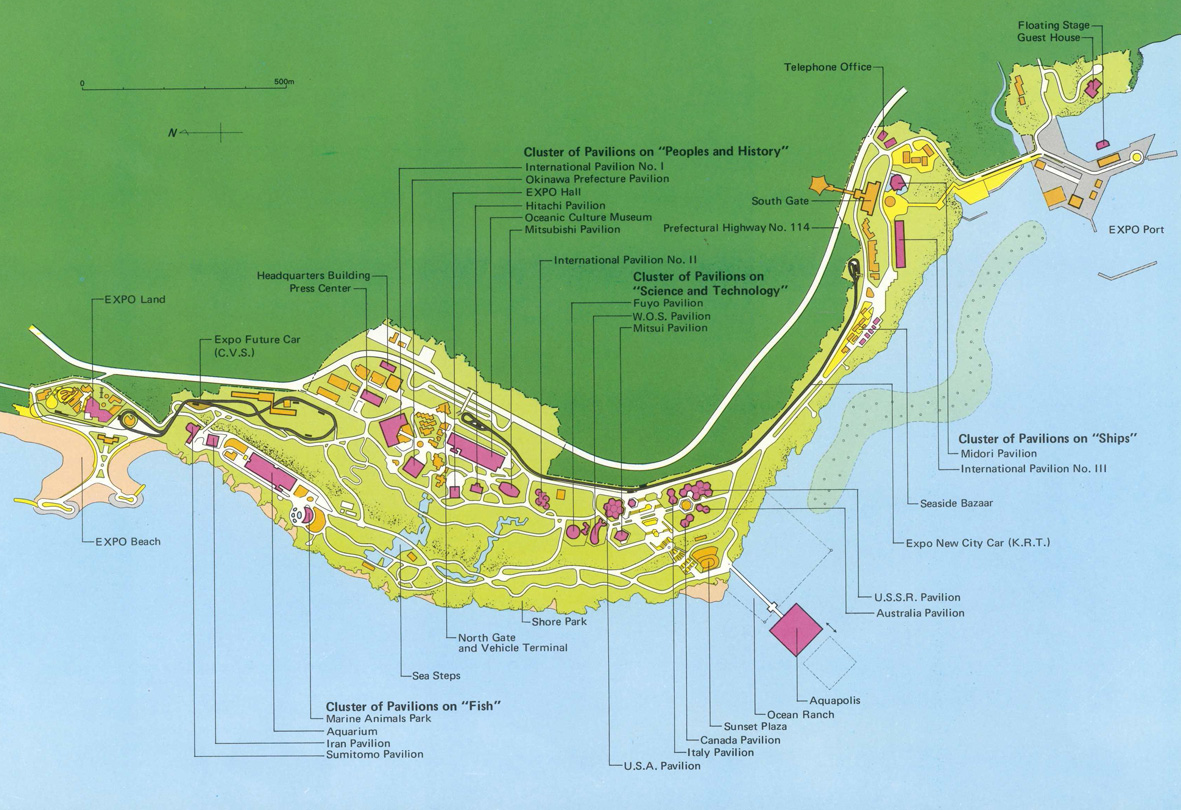
Planimetria del sito espositivo

## Tema
Il tema dell'esposizione fu Il mare che vorremmo vedere e si concentrò sull'oceano e le tecnologie oceanografiche, la vita marina e le culture legate al mare.

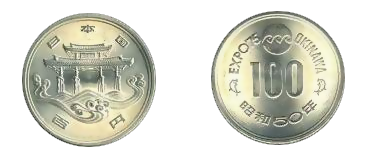
Moneta da 100 yen commemorativa dell'esposizione

## Dopo la Expo
Il sito Expo è stato trasformato nell'Okinawa Commemorative National Government Park ((JA)  国営沖縄記念公園),  o Ocean Expo Park, un parco ludico-ricreativo che comprende, tra gli altri, l'acquario di Okinawa. Il tema del parco è Sole, fiori e oceano.
Il parco è suddiviso in tre aree:
- Storia e cultura

Presenta esposizioni riguardanti la vita di mare e la pesca, mostrando la connessione tra il mare e la gente di mare dell'Asia e della regione del Pacifico. Inoltre è stato ricostruito un tipico villaggio dell'isola di Okinawa.
- Oceano

È la zona in cui è posizionato l'acquario in cui vivono in particolare squali balena e mante, oltre ai delfini a cui è dedicata una parte specifica, l'Okichan Theatre con la laguna, alle tartarughe marine nella Sea Turtle Pool e ai trichechi nella Manatee House. Nella parte settentrionale la Expo beach è stata rinominata Emerald Beach (spiaggia di smeraldo).
- Fiori e giardinaggio

Zona dedicata alla floricoltura e al giardinaggio dov'è situato il Tropical Dream Center in cui sono ricreati gli ambienti tropicali e sub-tropicali.
La struttura di Aquapolis venne tenuta aperta al pubblico fino al 1993.